# Makin FC
Makin FC – kiribatyjski klub piłkarski, mający siedzibę na atolu Makin Wysp Gilberta.

## Historia
Klub piłkarski Makin FC został założony na atolu Makin w XX wieku. Zespół występował najpierw w turniejach lokalnych. W 2002 roku organizowano rozgrywki o mistrzostwo kraju, zwane Kiribati National Championship. W 2004 dotarł do półfinału mistrzostw, a w 2006 do ćwierćfinału. Dopiero w 2010 zdobył pierwszy tytuł mistrzowski. W 2013 roku znów był najlepszym w kraju. W 2017 odpadł z rozgrywek w 1/8 finału.

## Sukcesy

### Trofea krajowe
| \| \| Zdobyte trofea w rozgrywkach Kiribati (stan na: 31-12-2017) \| |                                                             |      |            |
| Rozgrywki                                                            | Osiągnięcie                                                 | Razy | Sezon(y)   |
| Mistrzostwo                                                          | I miejsce                                                   | 2    | 2010, 2013 |
| Mistrzostwo                                                          | II miejsce                                                  | 0    |            |
| Mistrzostwo                                                          | III miejsce                                                 | 0    |            |
| Puchar                                                               | zdobywca                                                    | 0    |            |
| Puchar                                                               | finalista                                                   | 0    |            |
| Kiribati                                                             | Zdobyte trofea w rozgrywkach Kiribati (stan na: 31-12-2017) |      |            |

## Stadion
Klub rozgrywa swoje mecze domowe na stadionie Makin Soccer Field w Makin, który może pomieścić 500 widzów.